# Berk (Einheit)
Das Berk (Einheitenzeichen: berk), benannt nach dem norwegischen Geophysiker Vilhelm Bjerknes, ist eine veraltete Maßeinheit des Geopotentials.
1 berk = 1 dynamischer Meter = 10,2 m²/s² = 10,2 J/kg